# Thierry VI de Clèves
Pour les articles homonymes, voir Thierry VI.
Thierry VI de Clèves (°v.1226 †1275) (Dietrich VI pour les Anglais, Diederik VII pour les Néerlandais), aussi appelé Thierry de Misnie (du nom de sa mère), fils de Thierry V de Clèves et de Edwige de Misnie, fut comte de Clèves de 1260 à 1275.

## Biographie
Thierry VI est le deuxième fils, du second mariage, du comte Thierry V de Clèves avec Edwige de Misnie. Ce n'est donc pas lui qui doit succéder à son père, mais la mort de son frère aîné (également appelé Thierry), mort en 1245, bouleverse l'ordre de succession.
À partir de 1255, il règne déjà sur Hülchrath situé au sud du comté de Clèves, lorsqu'il épouse Adélaïde de Heinsberg. Par ce mariage, ses propriétés s'étendent également à la ville de Saffenbourg. Il doit faire face à des périodes difficiles quand son jeune frère, Thierry Luf Ier de Clèves (de) tente de s'approprier le comté de Sarrebruck. 

## Mariage et descendance
Thierry VI de Clèves épouse Adélaïde de Sponheim-Heinsberg, fille du comte Henri de Heinsberg, et héritière de Hülchrath (un peu à l'est de Heinsberg ; les Sponheim-Heinsberg sont issus en lignée féminine de Thierry III de Clèves). Ils eurent pour enfants :
- Mathilde, épouse d'Henri Ier de Hesse (1244-1308) ;
- Thierry (1258-), prêtre à Xanten ;
- Thierry comte de Clèves (-1305) ;
- Thierry, comte d'Hülchrath, épouse vers 1282 Adélaïde de Gueldre (1265-1285), puis Lise de Virnebourg, en 1285 ;
- Agnès (1309), nonne à Bedburg (-1312) ;
- Irmgard (-1319), épouse Conrad Ier de Saffenbourg, puis Guillaume Ier de Berg (-1308).

## Sources
- (en) Cet article est partiellement ou en totalité issu de l’article de Wikipédia en anglais intitulé « Dietrich VI, Count of Cleves » (voir la liste des auteurs).